# Ronny Hornschuh
Ronny Hornschuh (* 2. Februar 1975 in Neuhaus am Rennweg) ist ein ehemaliger deutscher Skispringer und heutiger Skisprungtrainer.

## Werdegang
Ronny Hornschuh wuchs in Neuhaus am Rennweg auf und lebt seit seiner aktiven Zeit in Zella-Mehlis. Er war Sportsoldat und startete für den SC Motor Zella-Mehlis. Seine ersten internationalen Wettkämpfe bestritt er 1992. Bei den Junioren-Weltmeisterschaften 1992 in Vuokatti wurde er mit der Mannschaft, zu der auch Rico Meinel, Timo Wangler und Sven Hannawald gehörten, Dritter von der Normalschanze. Ein Jahr später erreichte er in Harrachov mit St. Petersohn, B. Boering und Alexander Herr nochmals dasselbe Ergebnis. Zunächst startete Hornschuh im Skisprung-Continental-Cup. Dort wurde er in der Saison 1993/94 hinter Ralph Gebstedt Zweiter der Gesamtwertung.
Im Januar 1994 gab Hornschuh in Liberec bei einem Springen von der Normalschanze sein Debüt im Skisprung-Weltcup und gewann als 25. erste Weltcup-Punkte. Von nun an gehörte der Thüringer im Allgemeinen zum Weltcup-Team Deutschlands, stand jedoch zumeist im Schatten erfolgreicherer Springer. Seine Leistungen schwankten oft zwischen dem Erreichen und Verpassen des zweiten Durchgangs. Platzierungen unter den besten Zwanzig kamen immer wieder vor, blieben jedoch die Ausnahme. Erst 1998 in Zakopane kam er als Elfter erstmals in die Nähe der Besten. Zwei Monate später wurde er in Oslo Achter und erreichte damit seine erste einstellige Platzierung. Zum Auftakt der Saison 1998/99 erreichte Hornschuh in Lillehammer mit den Rängen sieben und neun weitere Top-Ten-Ergebnisse. Es sollte der Auftakt in seine beste Weltcup-Saison werden, die im Dezember in Harrachov mit einem zweiten Platz hinter Janne Ahonen ihren Höhepunkt erreichte. In der Gesamtwertung der Saison belegte Hornschuh Platz 26. Nach der Saison ließen die Leistungen des Deutschen nach, zudem drängten neue Springer ins deutsche Team. Sein letztes Springen bestritt er im Jahr 2000 im Rahmen der Vierschanzentournee 2000/01 in Oberstdorf, konnte sich dort jedoch als 49. nicht mehr für den Finaldurchgang qualifizieren.
Hornschuh trat 76-mal in Weltcup-Skispringen an. Viermal kam er dabei unter die besten Zehn, 31-mal erreichte er den Finaldurchgang und gewann Punkte. An Weltmeisterschaften oder Olympischen Winterspielen nahm er aufgrund stärkerer deutscher Athleten nie teil. Von 2010 bis 2015 arbeitete er als leitender Skisprung-Stützpunkttrainer des Deutschen Skiverbandes (DSV) in Thüringen und war ab 2015 Nationaltrainer der Schweiz. Im April 2023 wurde seine Rückkehr zum DSV bekannt gegeben, wo er als Leiter des B-Kaders eingesetzt wird.
Das österreichische Liedermacher-Duo Christoph & Lollo veröffentlichte 1999 das Lied Hornschuh auf dem Album Schispringerlieder, das sich auf Ronny Hornschuh bezieht.

## Erfolge

### Weltcup-Platzierungen
| Saison  | Platz | Punkte |
| ------- | ----- | ------ |
| 1993/94 | 68.   | 013    |
| 1994/95 | 63.   | 026    |
| 1996/97 | 56.   | 043    |
| 1997/98 | 35.   | 159    |
| 1998/99 | 26.   | 197    |
| 1999/00 | 62.   | 019    |

### Grand-Prix-Platzierungen
| Saison | Platz | Punkte |
| ------ | ----- | ------ |
| 1996   | 52.   | 003    |
| 1998   | 25.   | 049    |
| 1999   | 51.   | 003    |